# Jay Inslee
Jay Robert Inslee (Seattle, 9 febbraio 1951) è un politico e avvocato statunitense, governatore dello Stato di Washington dal 2013 al 2025 ed in precedenza membro della Camera dei Rappresentanti per lo stesso stato dal 1993 al 2012.

## Biografia
Nato a Seattle, Inslee frequenta l'Università di Washington e si laurea in legge. Dopo alcuni anni passati a esercitare la professione di avvocato, Inslee viene eletto alla Camera dei Rappresentanti di Washington come membro del Partito Democratico.
Nel 1992 si candida alla Camera dei Rappresentanti nazionale e vince le elezioni. Due anni dopo però è una delle vittime della cosiddetta "rivoluzione repubblicana" (nel 1994 numerosi seggi del Congresso occupati dai democratici sono conquistati dal Partito Repubblicano).
Inslee continua la vita politica, candidandosi a governatore nel 1996, ma è sconfitto nelle primarie da Gary Locke. Successivamente collabora con il Dipartimento della Salute e dei Servizi Umani e nel 1999 riesce a ritornare al Congresso come deputato.
Inslee è rieletto altre sei volte e nel 2011 dichiara di non voler cercare un altro mandato alla Camera, candidandosi invece a governatore, come successore di Christine Gregoire. Inslee riesce a sconfiggere l'avversario repubblicano ed è eletto.
Nel 2016 si ricandida come governatore e viene rieletto per un secondo mandato.
Inslee diventa noto a livello nazionale per le sue critiche al presidente Donald Trump. Insieme ai Procuratori Generali dello Stato Bob Ferguson e Noah Purcell ha citato l'amministrazione Trump per l'"ordine esecutivo 13769" che ha bloccato i viaggi per 90 giorni da sette paesi a maggioranza musulmana e imposto un divieto totale ai rifugiati siriani di entrare negli Stati Uniti. Il caso, Washington v. Trump, ha portato al blocco dell'ordine da parte dei tribunali e in seguito alla sostituzione con altri ordini esecutivi.
Il 1º marzo 2019 annuncia pubblicamente la sua candidatura alle primarie democratiche in vista delle elezioni presidenziali del 2020. Pone il clima come priorità americana, volendo investire tre miliardi in risorse verdi e creare otto milioni di posti di lavoro. Si ritirerà il 21 agosto successivo a seguito dei consensi molto bassi che lo davano in netto svantaggio. Si ricandida perciò a governatore, venendo rieletto.
Sebbene sia membro della New Democrat Coalition, una coalizione di democratici moderati, nel corso degli anni Inslee ha sviluppato tendenze piuttosto progressiste.

## Vita privata
Sposato con Trudi dal 27 agosto 1972, ha tre figli.